# Скинхеды (фильм)
«Скинхеды» (англ. Skinheads) — фильм 1989 года производства США режиссёра Грейдона Кларка. Также известен как «Скинхеды: Второе пришествие ненависти» (англ. Skinheads: The Second Coming of Hate) и «Скинхеды в США» ((англ. Skinheads in USA).
Это третий фильм Кларка, посвящённый расовой тематике, после картин «Плохая банда» (1973) и «Чёрный шампунь» (1976).
Премьера фильма состоялась 20 января 1989 года на кинофестивале в Корпус-Кристи.

## Сюжет
В небольшом городке штата Невада действует грубая и хулиганистая банда неонацистских скинхедов, в которую входят злобный лидер Дэймон, его подружка Лиз, правая рука — подлый алкоголик Фрэнк, трусливый Джефф. и два тупых качка Брайнс и Уолт, а также наивный юнец Рэнди.
Банда уже достаточно натворила — разгромили еврейский магазин, избили афроамериканцев — и теперь уходят от правосудия через границу в Мексику.
По пути они останавливается в придорожной закусочной, где терроризируют путешествующих студентов: избивают студента Джеффа, насилуют и убивают студентку Карлу, убивают двух их приятелей и хозяйку закусочной Марту. Джеффу и его подруге Эми удаётся сбежать в близлежащий лес.
Скинхэды бросаются в погоню, но на помощь студентам приходит живущий в лесу отшельником суровый ветеран Второй мировой войны мистер Хьюстон (Чак Коннорс), для которого неожиданность, что в его родных местах завелась нечесть («Нацисты! Кто бы мог подумать?»), который во время войны в лесах арденских гор успешно справлялся и с настоящими нацистами, а уж неонацисты точно не выйдут из его леса.

## В ролях
- Джейсон Калп — Джефф
- Элизабет Сагал — Эми
- Чак Коннорс — мистер Хьюстон
- Барбара Бейн — Марта
- Синтия Честон — Карла

Скинхеды:
- Брайан Брофи — Дэймон
- Линна Хопвуд — Лиз
- Джин Митчелл — Фрэнк
- Билл Кон — Джефф
- Деннис Отт — Брайнс
- Фрэнк Нун — Уолт
- Джеймс Стунден — Рэнди

## Восприятие
Как отмечает доцент кафедры коммуникаций и медиа-исследований Клейтонского университета Рэндалл Кларк в своей книге «В кинотеатре или соседнем подъезде: История, политика и культура американского эксплуатационного фильма»: «В фильме 1989 года „Скинхеды“ агрессивные подростковые банды были показаны со всей серьёзностью, став очередным доказательства того, что демонстрация эксплуатации на экране служит своего рода барометром общественного волнения… Этот фильм был снят опытным режиссёром эксплуатации Грейдоном Кларком всего через несколько месяцев после того, как настоящие банды скинхедов, сторонники превосходства белой расы, попали в заголовки газет и стали предметом дискуссий в программах Херальдо Риверы и Мортона Дауни-младшего».
По мнению портала TV Guide, это «низкосортный эксплуатационный фильм», где почти жаль показанных здесь скинхедов, «поскольку даже самые худшие расистские подонки заслуживают большего, чем это». Немецкий сайт о кино OFDb.de оценил фильм на 4 балла из 10, резюмируя: «Всего через четверть часа Кларк отбрасывает все сколько-нибудь интересные аспекты, чтобы в конечном итоге оказаться в весьма традиционном и шаблонном survival horror. Дальше — обычная осада в одинокой лесной избушке: снаружи шкуры, внутри парочка и ветеран, а нацистов при этом можно было заменить рокерами, зомби или обычным быдлом и эффект был бы точно такой же».